# Jérémy Faug-Porret
Jérémy Faug-Porret (* 4. Februar 1987 in Chambéry, Frankreich) ist ein französischer ehemaliger Fußballspieler. 

## Karriere
Faug-Porret begann seine Karriere in Frankreich, er kam aber nie in obersten Ligen und so zog es ihn nach verschiedenen Stationen in Frankreich zur Winterpause der Saison 2011/12 zum bulgarischer Erstligisten FC Tschernomorez Burgas. Wenig erfolgreich wurde sein Vertrag nicht verlängert und es folgten weitere Stationen unter anderem bei ZSKA Sofia. Ab Sommer 2014 war er ein halbes Jahr ohne Klub, ehe er beim FC Botoșani in Rumänien anheuerte. Dort kam er nur sechsmal zum Einsatz. Im Sommer 2015 wechselte er zu Ligakonkurrent Petrolul Ploiești. Anfang 2016 wurde er dann zum Schweizer Traditionsverein Servette FC Genève transferiert, wo er bis im Sommer 2017 spielte. Anschließend wechselte er zum FK Aqtöbe nach Kasachstan. Nach Ende der Saison 2017 wurde sein Vertrag nicht verlängert. Er war ein halbes Jahr ohne Verein, ehe er im Sommer 2018 bei Étoile Carougein der Schweizer 1. Liga anheuerte.